# Samih al-Qâsim
Samih al-Qâsim ou Samih al-Qâssim (en arabe : سميح القاسم et en hébreu : סמיח אל קאסם), né le 11 mai 1939 dans la ville  de Zarka et mort le 19 août 2014  à Rameh, près d'Acre (Israël), est un poète et journaliste palestinien, druze d'Israël, né en Transjordanie. Son œuvre, en arabe, comporte plus d'une trentaine d'ouvrages : des recueils de poèmes, des récits et des essais, aussi des traductions de poésie hébraique en arabe.

## Biographie

### Jeunesse et début de carrière
Son père, capitaine de l'armée des frontières, était en garnison en Transjordanie. Originaire de Rameh en Galilée, aujourd'hui en Israël, ses parents sont issus d'une grande famille d'intellectuels et de leaders spirituels druzes.
Après des études secondaires à Nazareth, Samih al-Qassim commence des études de philosophie et d'économie politique à Moscou, qu'il interrompt pour se consacrer à la poésie, aux activités militantes et au journalisme. « Je considère que ma véritable naissance eut lieu en 1948, car les premières images dont je me souviens sont celles des événements de cette année-là. Toute ma pensée et les images de ma vie partent de ce chiffre « 48 » ! » Il parcourt le pays, clamant ses vers partout, dans la rue, chez des amis, dans des clubs culturels. Il est radié du corps enseignant dès la publication de son deuxième recueil, Chansons des rues.

### Écrivain et éditeur
Il occupe ensuite des fonctions importantes dans plusieurs journaux et revues paraissant en langue arabe (Al Ittihad, Al Ghad, Al Jadid). Il dirige également la maison d’édition Arabesque Presse à Haïfa.
Ces activités lui valent d'être incarcéré à plusieurs reprises, licencié de son travail ou soumis à la résidence obligatoire. Il est, pendant quelques années, directeur de la Fondation populaire des Arts à Haïfa et président de l'Union des écrivains palestiniens en Israël.

### Décès
Après plus de trois ans à combattre un cancer, Samih al-Qâsim meurt à son domicile à Acre (Israël) le 19 août 2014.

## L'Œuvre
Selon le traducteur René R. Khawam, « ses images familières ne sont jamais convenues : en elles parlent les voix jumelles de la solidarité et de la sincérité. »
Pour Gilles Ladkany, « Samîh al-Qâsim a produit une œuvre riche et variée. Ses ouvrages dépassent la trentaine. Traduit en plusieurs langues (allemand, anglais, espagnol, grec, hébreu, italien, russe), il est une figure de proue de la poésie de résistance en Palestine. [...] C'est en effet sur le mythe de la mort et de la résurrection que s'arc-boute l'œuvre de Samîh. [...] Mais pour le public, la vision cosmique et le souffle épique priment et font aujourd'hui de ce Galiléen le représentant le plus célèbre de la poésie de la Palestine occupée. Samîh al Qasîm reste malgré tout un poète d'ouverture attaché aux valeurs universelles : dès 1965, dans un poème dédié à un Israélien, Oury Davies, il célèbre avec enthousiasme sa foi en un avenir commun. »
Samih al-Qassim exprime la douleur et l'espérance de chaque Palestinien quand il écrit dans un poème souvent repris, Notre chemise râpée : 

« Mais dis-lui aussi que la force qui pousse la vie / à sortir de la graine semée / est plus dure que le roc ; dis-lui que nos racines / plongent loin dans le sein de cette terre... / et que notre chemise râpée, tant qu'elle battra au vent / de la peine et de la détresse, / avec elle battra aussi le drapeau du retour, / avec elle battra aussi le drapeau du retour!... »

### Ouvrages en langue arabe
- Les cortèges du soleil, poèmes, Nazareth, 1958.
- Les chansons des rues, poèmes, Nazareth, 1964.
- Iram, poème, Haïfa, 1965.
- Mon sang sur ma paume, poème, Nazareth, 1967.
- Fumée des volcans, poèmes, Nazareth, 1968.
- La chute des masques, poèmes, Beyrouth, 1969.
- Voyage au fond des caveaux déserts, 1969.
- Le retour de l'oiseau tonnerre, poèmes, Acre, 1969.
- Iskandarun dans le périple extérieur intérieur, poèmes, Nazareth, 1970.
- Qarqach, théâtre, Haïfa, 1970.
- Sur l'engagement et l'art, essai, Beyrouth, 1970.
- Coran de la mort et du jasmin, poèmes, Jérusalem, 1971.
- La grande mort, poèmes, Beyrouth, 1972.
- Les oraisons de Samih Al Qassim, Beyrouth, 1973.
- Mon dieu, mon dieu pourquoi m'as-tu tué ?, poème, Haïfa, 1974.
- Je te dénonce par ta bouche, prose, Nazareth, 1974.
- Ils ne l'ont pas tué, ils ne l'ont pas crucifié, il y a eu méprise, poèmes, Jérusalem, 1976.
- Trioxyde de carbone, poème, Haïfa, 1976.
- À l'enfer, lilas !, récit, Jérusalem, 1977.
- Diwan de la geste (tome 1), poèmes, Acre, 1978.
- Diwan de la geste (tome 2), poèmes, Acre, 1979.
- Je t'aime au gré de la mort, poèmes, Acre, 1980.
- La dernière photo dans l'album, récit, Acre, 1980.
- Diwan de la geste, (tome 3), poèmes, Acre, 1981.
- La face sombre de la pomme, la face éclairée du cœur, poèmes, Beyrouth, 1981.
- Les points cardinaux de l'âme, poème, Haïfa, 1983.
- Sacrifices, poèmes, Londres, 1983.
- Collage, expressions, Haïfa, 1983.
- Le désert, poème, Acre, 1984.
- Persona non grata, poèmes, Haïfa, 1986.
- Ar-rasâ'il, correspondance avec Mahmoud Darwich, Casablanca, 1990.

(...)

### Ouvrages traduits en français
- Je t'aime au gré de la mort, poèmes de Samih al-Qâsim traduits par Abdellatif Laâbi, Éd. Unesco/Éditions de Minuit, Paris, 1988,  (ISBN 2707311715)
- Une poignée de lumière, poèmes, trad. de l'arabe par M. S. Yamani, éd. Circé, 1997.  (ISBN 2-84242-033-0)
- Le voyageur, poème traduit par Abdellatif Laâbi dans La poésie palestinienne contemporaine, éd. Le temps des cerises, 2002,  (ISBN 9782841093519), p. 83.
- Samih al-Qassim : autoportrait, texte de l'entretien qu'a eu l'envoyé de la revue At-Tariq avec le poète à Sofia, lors du festival mondial de la jeunesse qui s'est tenu en Bulgarie en 1968. Texte reproduit dans : Abdellatif Laâbi, La poésie palestinienne de combat, éd. Atlantes Casablanca, imprimé par P. J. Oswald éditeur, Honfleur, oct. 1970. p. 140-145.